# START III
START III (Strategic Arms Reduction Treaty) byla navrhovaná dvoustranná smlouva o kontrole zbrojení mezi Spojenými státy a Ruskem, která měla drasticky snížit rozmístěný arzenál jaderných zbraní obou zemí a pokračovat v úsilí o snížení počtu zbraní, k němuž došlo v rámci jednání START I a START II. Rámec pro jednání o smlouvě byl zahájen rozhovory mezi americkým prezidentem Billem Clintonem a ruským prezidentem Borisem Jelcinem v Helsinkách v roce 1997. Jednání však ztroskotala a smlouva nebyla nikdy podepsána.
Navrhované základní prvky smlouvy zahrnovaly:
- Do 31. prosince 2007, což je termín shodný se START II, by USA a Rusko neměly rozmístit více než 2 000 až 2 500 strategických jaderných hlavic na mezikontinentálních balistických raketách, balistických raketách odpalovaných z ponorek a těžkých bombardérech. Ruští představitelé uvedli, že jsou ochotni zvážit vyjednané úrovně až 1 500 strategických jaderných hlavic v rámci dohody START III.[1]
- USA a Rusko by jednaly o opatřeních týkajících se transparentnosti zásob strategických jaderných hlavic a jejich likvidace, jakož i o dalších společně dohodnutých technických a organizačních opatřeních na podporu nezvratnosti hlubokého snížení.

Rozhovory se potýkaly s řadou překážek. Odmítnutí ruské Státní dumy ratifikovat smlouvu START II zpozdilo zahájení formálních jednání o více než dva roky poté, co Jelcin a Clinton v roce 1997 dokončili počáteční rámcové rozhovory. Ratifikace byla odložena kvůli ruskému nesouhlasu s operací Infinite Reach, bombardováním Srbska ze strany NATO, rozšiřováním NATO na východ a americkým plánům na vybudování omezeného systému protiraketové obrany (což by vyžadovalo změny Smlouvy o protiraketové obraně z roku 1972 nebo odstoupení USA od ní).
K dokončení jednání o smlouvě START III bylo dosaženo jen velmi malého pokroku. Pokusy o vyjednání START III byly nakonec opuštěny a USA a Rusko se místo toho dohodly na Smlouvě o omezení strategických útoků (SORT) neboli Moskevské smlouvě.